# Charles Rigault de Genouilly
Charles Rigault de Genouilly, född den 12 april 1807 i Rochefort (departementet Charente-Maritime), död den 4 maj 1873 i Paris, var en fransk sjömilitär.
Rigault de Genouilly blev konteramiral 1854. Han fick 1856 befälet över Frankrikes stridskrafter till sjöss i de kinesiska farvattnen och samverkade med engelsmännen vid Kantons intagande. Rigault de Genouilly utnämndes 1867 till sjöminister, en post, som han behöll till kejsardömets fall (den 4 september 1870). Sedan 1860 var han senator.